# Pave Johannes 7.
Johannes 7. (ca. 650 - 18. oktober 707) var pave fra 1. marts 705 til sin død i 707. Han efterfulgte Pave Johannes 6. og var (ligesom sin forgænger) af græsk hærkomst. Han er en af paverne i det byzantinske pavedømme.
Han blev født i Rossano, Calabrien i Syditalien.
Hans far, Plato (ca. 620 – 686), var kejserlig cura palatii urbis Romae, eller kurator på Palatinerhøjen. Dette gør Johannes til den første pave, der er søn af en byzantinsk embedsmand. His mother was called Blatta (c. 627 – 687). Hans farfar var Theodorus Chilas (ca. 600 – efter 655), var en byzantinsk senator i 1955.